# リクルート事件
リクルート事件（リクルートじけん）とは、1988年（昭和63年）6月18日に発覚した日本の汚職事件である。
リクルートの関連会社であり、未上場の不動産会社、リクルートコスモスの未公開株が賄賂として譲渡された。贈賄側のリクルート関係者と、収賄側の政治家や官僚らが逮捕され、政界・官界・マスコミを揺るがす、大不祥事となった。
当時、第二次世界大戦後の日本において最大の贈収賄事件、ひいては戦後日本最大の企業犯罪とされた。

## 経緯

### 贈賄
1984年（昭和59年）12月から1985年（昭和60年）4月にかけて、江副浩正リクルート社会長が自社の政治的財界的地位を高める目的で、有力政治家、官僚、通信業界有力者にリクルート社の子会社であるリクルート・コスモス社の未公開株を譲渡した。未公開株の取引相手は、1984年12月20日～31日の期間に39人、1985年（昭和60年）2月15日に金融機関26社に、4月25日に37社および1個人にわけられる。
1986年（昭和61年）6月に藤波孝生元官房長官ら政財界へのコスモス株譲渡がおこなわれた。
1986年（昭和61年）10月30日にリクルート・コスモス株は店頭公開された。譲渡者の売却益は合計約6億円とされている。

### 発覚
1988年6月18日に川崎駅西口再開発における便宜供与を目的として川崎市助役へコスモス株が譲渡されたことを朝日新聞が『川崎市助役へ一億円利益供与疑惑』としてスクープした。当時再開発が行われていた明治製糖川崎工場跡地の再開発事業であるかわさきテクノピア地区に関して、本来容積率が500%のところを800%に引き上げて高層建築を可能とさせるのが目的であったと報道された。
7月になると産経新聞が森喜朗元文相にコスモスの未公開株が譲渡されていたことを報じ、以降マスコミ各社の後追い報道によって、中曽根康弘前首相、竹下登首相、宮澤喜一副総理・蔵相、安倍晋太郎自民党幹事長、渡辺美智雄自民党政調会長ら、自民党派閥領袖クラスにもコスモス株が譲渡されていたことが発覚した。90人を超える政治家がこの株の譲渡を受け、森喜朗は約1億円の売却益を得ていた。時の大蔵大臣である宮澤は衆議院税制問題等に関する調査特別委員会で「秘書が自分の名前を利用した」と釈明した。さらに学界関係者では、政府税制調査会特別委員を務めていた公文俊平にも1万株が譲渡されていたことも判明した。
7月6日には森田康日本経済新聞社社長も、1984年（昭和59年）12月に受けた未公開株譲渡で8,000万円の売却益を得た事が発覚し社長を辞任した。
7月26日に江副会長は「抑うつ症状」で半蔵門病院に入院した。
国会で未公開株譲渡問題を追及していた社民連の衆議院議員楢崎弥之助がコスモス株の譲受人名簿を提出するようリクルートに要求。
リスク管理の専門家としてリクルートに入社した田中辰巳（現・株式会社リスクヘッジ代表取締役社長）は、「楢崎の要求の目的は、金銭を得ることである」と強く主張した。これを受け、リクルート常務がコスモス社社長室長に対し、楢崎と接触するように指示をした。なお、田中辰巳は、コスモス社長室長を介してリクルートに入社している。
楢崎が翌日に予算委員会の質問を控えた8月4日以降、コスモス社社長室長は手心を加えるよう赤坂の議員宿舎や福岡の自宅まで何度も押しかけ贈賄を提案。楢崎は面識のない彼からの再三にわたる贈賄の提案を自身を陥れる罠ではないかと不審に思い、取材に来ていた親しい記者や前職が裁判官であった同党の江田五月に相談。
8月30日、身の潔白を証明するための証拠とすべく議員宿舎でのコスモス社社長室長との会談の模様を記者の協力の下ビデオカメラで隠し撮りを行う。
9月5日、楢崎はリクルートの事件関係者を告発する記者会見を開き、同日夜に議員宿舎での会談のビデオ映像が『NNNニュースプラス1』（日本テレビ）で全国放送された。

### 捜査開始
東京地検特捜部は、1989年、政界・文部省・労働省・NTTの4ルートで江副浩正リクルート社元会長（リクルート社創業者）ら贈賄側と藤波孝生元官房長官ら収賄側計12人を起訴、全員の有罪が確定した。だが、政界は自民党では藤波、そして公明党の池田克也議員が在宅起訴されただけで、他は3政治家秘書等4人が略式起訴されたに留まり、中曽根や竹下をはじめ大物政治家は立件されなかった。
10月19日に東京地検特捜部はリクルート本社、コスモス社、コスモス社社長室長自宅を家宅捜索した。10月26日に東京地検特捜部は東洋信託銀行証券代行部を家宅捜索しコスモス社の株主名簿等を押収した。10月29日に藤波元官房長官、真藤恒NTT会長、高石邦男前文部事務次官、加藤孝前労働事務次官へのコスモス株譲渡が発覚した。11月10日に東京地検特捜部は捜査開始を宣言し、コスモス社社長室長を贈賄申込罪で起訴した。11月15日に江副は衆議院リクルート問題調査特別委員会にコスモス株譲渡者全リスト提出し11月21日に衆議院リクルート問題調査特別委員会において、江副、高石前文部次官、加藤前労働次官が証人喚問された。12月9日に宮沢蔵相が、12月12日に真藤NTT会長が辞任した。12月27日に竹下首相は内閣改造を実施した。12月30日に長谷川峻法務大臣もリクルートからの献金が発覚し辞任した。
1989年（平成元年）1月24日に原田憲経済企画庁長官が、リクルートが政治資金パーティー券を購入していたことがわかり辞任した。2月12日におこなわれた参議院福岡補欠選挙において社会党の新人渕上貞雄が自民党候補に圧勝した。2月13日に検察首脳会議が開催された。同日に東京地検特捜部は江副前会長、ファーストファイナンス前副社長、NTT元取締役2人をNTT法違反（贈収賄）容疑で逮捕した。2月21日に元労働省課長（ノンキャリアで加藤の側近）を贈収賄容疑で逮捕した。3月6日に真藤前会長がNTT法違反（贈収賄）で逮捕された。3月8日に加藤前次官とリクルート社元社長室長が贈収賄容疑で逮捕された。3月28日に高石前次官が贈収賄容疑で逮捕された。同日に真藤前会長、加藤前次官らが起訴された。
事件の捜査を主導した佐渡賢一によるとリクルートから5000万円借りていたことは分かっていたため、青木伊平竹下登在東京秘書を聴取したところ事務所の出納記録を持参されて単純な金の貸し借りだったため、「事件性無し、シロ」と上層部と青木に伝えた。青木から念のため公表すべきか相談されたため、あなた達の判断と返答したことから竹下首相側は公表しなかった。しかし、その後朝日新聞がこの借金話を報道して世論が沸き、それにより4月25日に竹下首相は、予算案成立後に内閣総辞職することを表明した。翌日の4月26日に青木伊平元竹下登在東京秘書が自殺した。
5月15日に検察首脳会議が開催された。5月22日に東京地検特捜部は、藤波元長官と池田克也元衆議院議員を受託収賄罪で在宅起訴した。5月25日に衆議院予算委員会は、中曽根前首相を証人喚問した。5月29日に東京地検特捜部は、宮沢前蔵相秘書を含む議員秘書4人を、政治資金規正法違反で略式起訴し、同日捜査終結宣言をおこなった。
6月3日に竹下内閣は総辞職した。

## 関係者への判決

### 政界ルート
- 藤波孝生元官房長官は受託収賄罪で起訴され、1989年（平成元年）12月、東京地裁で初公判が開始。1994年（平成6年）9月、東京地裁は藤波被告に無罪判決、検察側控訴。1997年（平成9年）3月、藤波被告の控訴審で懲役3年執行猶予4年・追徴金4270万円の逆転有罪判決、被告側上告。1999年（平成11年）6月、最高裁が藤波被告側の上告を棄却・有罪確定。
- 池田克也元衆議院議員は受託収賄罪で起訴され、1994年（平成6年）12月、東京地裁にて懲役3年、執行猶予4年の有罪判決・確定。
- 安倍晋太郎自民党幹事長の私設秘書、宮沢喜一大蔵大臣の公設秘書、加藤六月元農水大臣の公設秘書と政治団体会計責任者の計4人に対して政治資金規正法違反で略式起訴。

### 文部省ルート
- 高石邦男元文部事務次官は収賄罪で起訴され一審で懲役2年執行猶予3年、二審で懲役2年6ヶ月執行猶予4年、2000年10月に最高裁で確定。

### 労働省ルート
- 加藤孝元労働事務次官は受託収賄罪で起訴され一審で懲役2年執行猶予3年。
- 元労働省課長は受託収賄罪で起訴され一審懲役1年執行猶予3年。

### NTTルート
- 真藤恒元NTT会長はNTT法違反（収賄罪）で起訴され、一審で懲役2年執行猶予3年。
- 元NTT取締役の1人はNTT法違反（収賄罪）で起訴され、一審で懲役2年執行猶予3年。
- 元NTT取締役のもう1人はNTT法違反（収賄罪）で起訴され、一審で懲役1年6ヶ月執行猶予3年。
- 元ファーストファイナンス社長はNTT法違反（贈賄罪）で起訴され、一審で懲役1年執行猶予2年。

### リクルート
- 江副浩正元リクルート会長は贈賄罪で起訴され、2003年（平成15年）3月、東京地裁にて懲役3年執行猶予5年の有罪判決。
- 元リクルート社長室長は贈賄罪で起訴され、一審で無罪、二審で懲役1年執行猶予3年。
- 元リクルート秘書室長は贈賄罪で起訴され、一審で懲役2年執行猶予3年。

## リクルート株の譲渡を受けた議員
※ 各敬称は事件発覚当時のもの

### 自由民主党
首相
- 竹下登首相
- 中曽根康弘元首相

大臣
- 長谷川峻法相、宮沢喜一蔵相、橋本龍太郎元運輸相、梶山静六元自治相、森喜朗元文相、中島源太郎元文相、砂田重民元文相、塩川正十郎元文相、加藤六月元農水相、大野明元労相、栗原祐幸元労相、山口敏夫元労相、坂本三十次元労相

長官
- 小渕恵三官房長官、原田憲経企庁長官、小沢一郎官房副長官、藤波孝生元官房長官、加藤紘一元防衛庁長官、渡辺秀央元官房副長官

幹事長、議長、議員
- 安倍晋太郎幹事長、渡辺美智雄政調会長、原健三郎前衆院議長、藤田正明参院議長、遠藤政夫参院議員、倉田寛之参院議員、鈴木貞敏参院議員

代議士
- 浜田卓二郎代議士、伊吹文明代議士、愛知和男代議士、大坪健一郎代議士、有馬元治代議士、野田毅代議士、堀内光雄代議士、鈴木宗男代議士、尾形智矩代議士、椎名素夫代議士、志賀節代議士

藤波は収賄容疑で在宅起訴され離党し、同じく強い関与が疑われた中曽根も離党。1989年（平成元年）4月に竹下（党総裁）が「国民に政治不信を招いた」として内閣総辞職を表明。有力議員の多くがリクルート事件の影響で後任に名乗りを上げることができず、同事件での竹下内閣の閣僚のなかで関連性が薄かった宇野宗佑外相が後継総理に就任し、宇野内閣が発足する。しかし直後に宇野の愛人スキャンダルが発覚し、リクルート事件や消費税導入とのセットで逆風を受けた自民党は、東京都議会議員選挙では日本社会党に押され惨敗し、第15回参議院議員通常選挙では自民党結党史上初の参議院過半数割れを招く大敗を喫した。

### 日本社会党
- 上田卓三代議士

1989年に上田が同事件への関与により議員辞職するもダメージは少なかった。参院福岡、新潟両補選では党公認候補が当選。また都議選では社会党が大勝し、参院選で公民連の3党との選挙協力などで40議席台の大台に乗せて圧勝（第2党）した。

### 公明党
- 池田克也執行部副書記長

池田が収賄容疑で在宅起訴され離党。1989年（平成元年）5月には矢野絢也委員長が明電工事件絡みで委員長を辞任し（その後最高顧問に就任）、後任の委員長に石田幸四郎副委員長が就任するも、参院選で強いはずの公明党も事件の影響や社民連（社会党、民社党、連合）の3党との選挙協力で得票率が過去最低を記録した。

### 民社党
- 塚本三郎中央執行委員長、田中慶秋国会対策副委員長

塚本のリクルート関与疑惑が発覚し、佐々木良作顧問から辞任要求され、1989年（平成元年）2月に辞任。後任の委員長に永末英一副委員長が就任する（一部でこの執行部体制は、佐々木が野党共闘路線を視野に入れたと言われている）。しかし参院選では事件の影響と社公連の3党の選挙協力などが原因で10議席台割れの惨敗となり、単独での議案提出権を失ったため、アントニオ猪木が当選したスポーツ平和党と統一会派を組んだ（民社党・スポーツ・国民連合）。

## 影響
従来の疑獄事件と異なり、未公開株の譲渡対象が広範で職務権限との関連性が薄かったため、検察当局は大物政治家の立件ができなかった。しかし、ニューリーダー及びネオ・ニューリーダーと呼ばれる大物政治家が軒並み関わっており、これら政治家は“リクルート・パージ”と呼ばれる謹慎を余儀なくされた。こうした事情から、従来ポスト竹下と目されていた安倍晋太郎、宮澤喜一、渡辺美智雄らは竹下登首相退陣後の総理・総裁に名乗りを上げることができなかった。竹下退陣後は短命の宇野宗佑政権を経て、58歳と比較的若い海部俊樹が総理・総裁となり、結果的に世代交代を促すことになった。また、事件以降「政治改革」が1990年代前半の最も重要な政治テーマとなり、小選挙区比例代表並立制を柱とする選挙制度改革・政党助成金制度・閣僚の資産公開の一親等の親族への拡大等が導入された。
この事件がきっかけとなって公職選挙法が改正され、収賄罪で有罪が確定した公職政治家は実刑判決ではなく執行猶予判決が出ても、公職を失職する規定が設けられた。
1989年（平成元年）7月の第15回参議院議員通常選挙ではリクルート事件、消費税導入、牛肉・オレンジの農産物自由化が“逆風3点セット”とされ、さらに竹下の後任の宇野宗佑の女性スキャンダルが加わり、自民党は参議院単独過半数割という結党以来の惨敗を喫した。選挙後、自民党は政局安定の為に公明党や民社党など野党との連携を強いられる（自公民路線）ことになり、その後も参議院で過半数を得るために自社さ連立、自自公連立、自公連立など他党との連立政権を組むことになる。
リクルートとリクルートコスモス（現コスモスイニシア）はこの事件でイメージが悪化し、バブル崩壊が追い討ちをかけ経営危機に陥った。1992年に江副浩正はリクルート株をダイエー（現・イオンリテールストア）に譲渡してリクルートの経営から身を引いた。

リクルートコスモスがスポンサーの一社だった番組『JNNニュース22プライムタイム』（TBS制作のJNN最終版ニュース番組）は、この事件の影響とキャスターを務めていた森本毅郎（NHK出身のフリーアナウンサー、当時はTBS専属契約）が不倫の現場を『フライデー』（講談社）に目撃されたことで謹慎となったことが重なり1988年9月いっぱいで終了。翌10月からは『JNNニュースデスク'88・'89』として、戸田信子（当時IBC岩手放送アナウンサー）をTBSテレビへの出向扱いでキャスターに起用したものの、番組は視聴率低迷のためわずか1年で終了。1987年10月に『ニュースステーション』（テレビ朝日制作の当時のANN最終版ニュース番組）に対抗して曜日別の番組を移動、または終了させてまで開始させた『プライムタイム』以来2年間にわたって放送されてきた平日最終版のJNNニュースは、平日22時台から撤退、『ネットワーク』（1986年10月から1987年9月まで放送されていた番組）以来の平日23時台に回帰し、1989年7月に朝日新聞社を退社したばかりの筑紫哲也（フリージャーナリスト）をキャスターに迎え、『筑紫哲也 NEWS23』として放送開始、同時に戸田は岩手放送本社（岩手県盛岡市）に帰任した。筑紫の死後は筑紫の冠を取った『news23』として2023年3月現在に至るまで放送されている。

## その他
本事件の贈賄の発端となったリクルートかわさきテクノピアビルは売却され、川崎テックセンターと改名した。その後も複数の外資系投資ファンドを転々とすることになった。
1988年（昭和63年）8月10日午後7時20分頃に、江副浩正リクルート元会長宅に向けて散弾銃一発が発砲された。赤報隊が「赤い朝日に何度も広告をだして 金をわたした」と犯行声明を出した（赤報隊事件）。ただしリクルート社は他紙に比べ、朝日新聞に多く広告を出していたわけではない。
みんなの党代表を務めていた渡辺喜美は、父親の秘書時代に未公開株の名義人として5,000株を受け取っている。父の渡辺美智雄は「アタシの知らないうちにウチのせがれが5,000株もらったばっかりに、こっちは総理大臣がパーになっちゃったよ」と自嘲気味に語った。